# ريتشارد بنتلي
ريتشارد بنتلي (باللاتينية: Richard Bentley)‏ (27 يناير 1662 - 14 يوليو 1742) ثيولوجي وعالم كلاسيكي وناقد إنكليزي، كما كان مدرساً في كلية الثالوث في كامبريدج. كان بنتلي أول إنكليزي يصنف في المرتبة الأولى مع أبطال التعلم الكلاسيكي، وكان معروفا بنقده الأدبي. ويطلق على بنتلي «مؤسس علم فقه اللغة». ويعود له الفضل في إنشاء المدرسة الإنجليزية الهلينية، وكان أول من قدم امتحانات كتابية تنافسية في جامعة غربية.
يشتهر بنتلي بوجود مراسلات بينه وبين إسحاق نيوتن حول قوانين الجذب الفيزيائية بين النجوم، وكان نيوتن يرسل التناقضات التي يجدها في أبحاثه لينتقدها ويعطي رأيه بها. ومن أحد الأمثلة استفسار نيوتن حول انجذاب النجوم لبعضها مما قد يسبب نظرياً حسب أبحاث نيوتن إلى أنها تهوي في نقطة واحدة، لكن بنتلي رد أن ذلك غير ممكن في عالم ثابت غير متغير ولعدم وجود نقطة مركزية تهوي إليها النجوم.

## روابط خارجية
- ريتشارد بنتلي على موقع الموسوعة البريطانية (الإنجليزية)
- ريتشارد بنتلي على موقع إن إن دي بي (الإنجليزية)